# Bogata (Teksas)
Bogata – miasto w Stanach Zjednoczonych, w stanie Teksas, w hrabstwie Red River.